# Demain nous appartient
Demain nous appartient (deutsch Morgen gehört uns) ist eine französische Fernsehseifenoper, die von Frédéric Chansel, Laure de Colbert, Nicolas Durand-Zouky, Éline Le Fur, Fabienne Lesieur und Jean-Marc Taba geschaffen wurde. Es wird seit dem 17. Juli 2017 auf TF1 ausgestrahlt.

## Handlung
Die Geschichte dreht sich um die Einwohner der Stadt Sète (Département Hérault) in Frankreich an den Ufern des Mittelmeers und der Thau-Lagune. Ihr Leben ist geprägt von familiären Rivalitäten, Romanzen und Szenen aus dem Alltag, manchmal komisch, aber auch von Intrigen, die polizeiliche Ermittlungen, Geheimnisse und Verrat vermischen. Die Serie greift aktuelle gesellschaftliche Themen wie häusliche Gewalt, die Mutter im Teenageralter, die LGBT + -Gemeinschaft oder sogar gemischte Familien auf.

## Besetzung

### Hauptdarsteller
| Darsteller                                | Charakter                  | Staffeln  |
| ----------------------------------------- | -------------------------- | --------- |
| Ingrid Chauvin                            | Chloé Delcourt             | 1-2-3-4   |
| Alexandre Brasseur                        | Alexandre „Alex“ Bertrand  | 1-2-3-4   |
| Charlotte Valandrey                       | Laurence Moiret            | 1-2-3     |
| Lorie Pester                              | Lucie Salducci             | 1-2       |
| Maud Baecker                              | Anna Delcourt              | 1-2-3     |
| Samy Gharbi                               | Karim Saeed                | 1-2-3-4   |
| Clément Eémiens                           | Maxime Delcourt-Bertrand   | 1-2-3-4   |
| Solène Hébert                             | Victoire Lazzari           | 1-2-3-4   |
| Anne Caillon                              | Flore Vallorta             | 1-2-3-4   |
| Juliette Tresanini                        | Sandrine Lazzari           | 1-2-3-4   |
| Hector Langevin                           | Barthélémy „Bart“ Vallorta | 1-2-3-4   |
| Ariane Séguillon                          | Christelle Moreno          | 1-2-3-4   |
| Lou Jean                                  | Betty Moreno               | 1-2-3-4   |
| Arnaud Henriet                            | Sylvain Moreno             | 1-2-3-4   |
| Jean-Baptiste Lamour Théo Cosset          | Arthur Lazzari-Moiret      | 1-2 2-3-4 |
| Samira Lachhab                            | Leïla Beddiar              | 1-2-3-4   |
| Axel Kiener                               | Samuel Chardeau            | 1-2-3-4   |
| Coline Bellin Sylvie Filloux Alice Varela | Judith Delcourt-Bertrand   | 1 1-2 3-4 |
| Linda Hardy                               | Clémentine Doucet          | 1-2-3-4   |
| Mayel Elhajaoui                           | Georges Caron              | 1-2-3-4   |
| Vanessa Demouy                            | Rose Latour                | 2-3-4     |
| Marie Catrix                              | Morgane Guého              | 2-3-4     |
| Kamel Belghazi                            | William Daunier            | 2-3-4     |
| Julie Debazac                             | Aurore Jacob               | 2-3-4     |
| Emma Smet                                 | Sofia Daunier-Jacob        | 2-3-4     |
| Maïna Grézanlé Louvia Bachelier           | Manon Daunier-Jacob        | 2-3-4     |
| Arthur Legrand Martin Mille               | Gabriel Guého              | 2-3 4     |
| Frédéric Diefenthal                       | Antoine Myriel             | 3-4       |
| Laura Dary                                | Laura Kléber               | 3-4       |
| Renaud Roussel                            | Sacha Girard               | 4         |
| Artémisia Toussaint                       | Solenne Girard             | 4         |
| Antoine Cohaut                            | Ben Girard                 | 4         |

### Nebendarsteller
| Darsteller            | Charakter         | Staffeln |
| --------------------- | ----------------- | -------- |
| Luce Mouchel          | Marianne Delcourt | 1-2-3-4  |
| Kenza Saïb-Couton     | Soraya Beddiar    | 1-2-3-4  |
| Marysole Fertard      | Margot Robert     | 1-2-3    |
| Franck Monsigny       | Martin Constant   | 1-2-3-4  |
| Atmen Kelif           | Bilel Beddiar     | 1-2-3-4  |
| Sahelle de Figueiredo | Noor Beddiar      | 1-2-3-4  |
| Camille Genau         | Sara Raynaud      | 1-2-3-4  |
| Garance Teillet       | Jessica Moreno    | 1-2-3    |
| Joaquim Fossi         | Dylan Moreno      | 1-2-3    |
| Sandrine Salyères     | Gwen              | 1-2      |
| Rani Bheemuck         | Lou Clément       | 1-2-3-4  |
| Mathieu Alexandre     | Tristan Girard    | 1-2-3-4  |
| Pierre Deny           | Renaud Dumaze     | 1-2-3-4  |
| Liam Baty             | Rémy Valski       | 1-2-3-4  |
| Cyril Garnier         | Thomas Delcourt   | 1-2-3-4  |
| Farouk Bermouga       | Victor Brunet     | 1-2-3-4  |
| Grégoire Champion     | Timothée Brunet   | 2-3-4    |
| Clémence Lassalas     | Charlie Molina    | 2-3-4    |
| Marion Christmann     | Amanda Faro       | 2-3-4    |
| Audrey Looten         | Virginie Corkas   | 2-3-4    |
| Xavier Widhoff        | Jules Corkas      | 2-3-4    |
| Martin Daquin         | Luke Molina       | 2-3-4    |
| Dembo Camilo          | Souleymane Myriel | 3-4      |